# Calophyllum morobense
Calophyllum morobense är en tvåhjärtbladig växtart som beskrevs av P.F Stevens. Calophyllum morobense ingår i släktet Calophyllum och familjen Calophyllaceae. Inga underarter finns listade i Catalogue of Life.